# Salvia carduacea
Salvia carduacea es una planta herbácea de la familia de las lamiáceas. Es originaria de California y Baja California, donde se encuentra a una altitud de 1400 metros. 

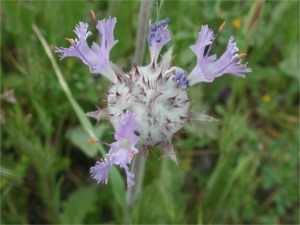
Inflorescencia

## Descripción
Responde drásticamente a su entorno, creciendo desde 15 cm a 1 m de altura. Las hojas basales cubiertas de lana blanca se asemejan a las de cardo, con espinas largas, mientras que las flores crecen en verticilos en los cálices que son lanudos y espinosos. Las flores son de un color lavanda vibrante con anteras anaranjadas brillantes. El follaje es picante, con un olor similar a la citronela.

## Taxonomía
Salvia carduacea fue descrita por George Bentham y publicado en Labiatarum Genera et Species 302. 1833.
Etimología
Ver: Salvia
carduacea: epíteto latino que significa "como un cardo".
Sinonimia
- Salvia gossypina Benth.	[4][5]